# Општина Боцешти (Васлуј)
Боцешти (рум. Boţeşti) општина је у Румунији у округу Васлуј.
Oпштина се налази на надморској висини од 203 m.